# Rajon Dolyna
Der Rajon Dolyna (ukrainisch Долинський район/Dolynskyj rajon; russisch Долинский район/Dolinski rajon) war ein Rajon in der Oblast Iwano-Frankiwsk in der West-Ukraine. Zentrum des Rajons war die Stadt Dolyna.

## Geographie
Der Rajon grenzte im Norden an die Stadt Bolechiw sowie den Rajon Stryj (in der Oblast Lwiw gelegen), im Nordosten auf einem kurzen Stück an den Rajon Schydatschiw (Oblast Lwiw), im Osten an den Rajon Kalusch, im Südosten an den Rajon Roschnjatiw, im Südwesten an den Rajon Mischhirja (in der Oblast Transkarpatien gelegen) und im Westen an den Rajon Skole (Oblast Lwiw).
Das ehemalige Rajonsgebiet liegt großteils in den Waldkarpaten mit dessen Gebirgszug Skoler Beskiden/Gorgany und wird von der Switscha (Свіча), der Mysunka (Мизунка) und der Sukil (Сукіль) sowie dessen Zuflüssen durchflossen, dabei ergeben sich Höhenlagen zwischen 300 und 1600 Höhenmetern.

## Geschichte
Der Rajon wurde am 17. Januar 1940 nach der Annexion Ostpolens durch die Sowjetunion gegründet, kam dann nach dem Beginn des Deutsch-Sowjetischen Krieges im Juni 1941 ins Generalgouvernement in den Distrikt Galizien und nach der Rückeroberung durch die Rote Armee 1944 wieder zur Sowjetunion in die Ukrainische SSR. Am 6. Juni 1959 wurde dem Rajon das Gebiet des aufgelösten Rajons Wyhoda angeschlossen, am 30. Dezember 1962 wurde der Rajon schließlich selbst aufgelöst und dem Rajon Kalusch angeschlossen. Am 4. Januar 1965 wurde der Rajon dann wieder errichtet und besteht seither in den heutigen Dimensionen, seit 1991 ist er Teil der heutigen Ukraine.
Am 17. Juli 2020 kam es im Zuge einer großen Rajonsreform zum Anschluss des Rajonsgebietes an den Rajon Kalusch.

## Administrative Gliederung
Auf kommunaler Ebene war der Rajon in 1 Stadtgemeinde, 1 Siedlungsratsgemeinde, 22 Landratsgemeinden und 1 Landgemeinde unterteilt, denen jeweils einzelne Ortschaften untergeordnet waren.
Zum Verwaltungsgebiet gehörten:
- 1 Stadt
- 1 Siedlung städtischen Typs
- 41 Dörfer
- 1 Siedlung

### Stadt
| Städte                   | Städte     | Städte          | Städte   |
| Name                     | Name       | Name            | Name     |
| ukrainisch transkribiert | ukrainisch | russisch        | polnisch |
| ------------------------ | ---------- | --------------- | -------- |
| Dolyna                   | Долина     | Долина (Dolina) | Dolina   |

### Siedlung städtischen Typs
| Siedlungen städtischen Typs | Siedlungen städtischen Typs | Siedlungen städtischen Typs | Siedlungen städtischen Typs |
| Name                        | Name                        | Name                        | Name                        |
| ukrainisch transkribiert    | ukrainisch                  | russisch                    | polnisch                    |
| --------------------------- | --------------------------- | --------------------------- | --------------------------- |
| Wyhoda                      | Вигода                      | Выгода (Wygoda)             | Wygoda                      |

### Dörfer und Siedlungen
| Dörfer                   | Dörfer              | Dörfer                                      | Dörfer                  | Dörfer            |
| Name                     | Name                | Name                                        | Name                    | Gemeindezuordnung |
| ukrainisch transkribiert | ukrainisch          | russisch                                    | polnisch                | Gemeindezuordnung |
| ------------------------ | ------------------- | ------------------------------------------- | ----------------------- | ----------------- |
| Anheliwka                | Ангелівка           | Ангеловка (Angelowka)                       | Angelówka               | Lolyn             |
| Belejiw                  | Белеїв              | Белеев (Belejew)                            | Bełejów                 | Belejiw           |
| Dibrowa                  | Діброва             | Диброва                                     | Dąbrowa                 | Dolyna            |
| Herynja                  | Гериня              | Герыня (Gerynja)                            | Gerynia                 | Herynja           |
| Hoschiw                  | Гошів               | Гошев (Goschew)                             | Hoszów                  | Hoschiw           |
| Jakubiw                  | Якубів              | Якубов (Jakubow)                            | Jakubów                 | Dolyna            |
| Jaworiw                  | Яворів              | Яворов (Jaworow)                            | Jaworów                 | Jaworiw           |
| Kalna                    | Кальна              | Кальная (Kalnaja)                           | Kalna                   | Wytwyzja          |
| Knjascholuka             | Княжолука           | Княжелука (Knjascheluka)                    | Kniażołuka              | Knjascholuka      |
| Kropywnyk                | Кропивник           | Крапивник (Krapiwnik)                       | Kropiwnik               | Wyhoda            |
| Lolyn                    | Лолин               | Лолин (Lolin)                               | Lolin                   | Lolyn             |
| Luschky                  | Лужки               | Лужки (Luschki)                             | Łużki                   | Wytwyzja          |
| Lypa                     | Липа                | Липа (Lipa)                                 | Lipa                    | Wytwyzja          |
| Maksymiwka               | Максимівка          | Максимовка (Maksimowka)                     | Maksymówka              | Lolyn             |
| Mala Turja               | Мала Тур'я          | Малая Турья (Malaja Turja)                  | Turza Mała              | Dolyna            |
| Mysliwka                 | Мислівка            | Мысловка (Myslowka)                         | Ludwikówka/Leopoldsdorf | Schewtschenkowe   |
| Nadijiw                  | Надіїв              | Надиев (Nadijew)                            | Nadziejów               | Nadijiw           |
| Nowytschka               | Новичка             | Новичка (Nowitschka)                        | Nowiczka                | Nowytschka        |
| Nowoselyzja              | Новоселиця          | Новоселица (Nowoseliza)                     | Nowosielica             | Wyhoda            |
| Nowoschyn                | Новошин             | Новошин (Nowoschin)                         | Nowoszyn                | Wyhoda            |
| Nowyj Misun              | Новий Мізунь        | Новый Мизунь (Nowy Misun)                   | Mizuń Nowy              | Wyhoda            |
| Obolonnja                | Оболоння            | Оболонье (Obolonje)                         | Obołonie                | Obolonnja         |
| Pazykiw                  | Пациків             | Пациков (Pazikow)                           | Pacyków                 | Wyhoda            |
| Pidlisky                 | Підліски            | Подлески (Podleski)                         | Niagryn                 | Pidlisky          |
| Pschenytschnyky          | Пшеничники          | Пшеничники (Pschenitschniki)                | Pszenicznik             | Wyhoda            |
| Rakiw                    | Раків               | Раков (Rakow)                               | Raków                   | Rakiw             |
| Rachynja                 | Рахиня              | Рахиня (Rachinja)                           | Rachiń                  | Rachynja          |
| Rostotschky              | Розточки            | Росточки (Rostotschki)                      | Roztoczki               | Wytwyzja          |
| Schewtschenkowe          | Шевченкове          | Шевченково (Schewtschenkowo)                | Wełdzirz                | Schewtschenkowe   |
| Senetschiw               | Сенечів             | Сенечев (Senetschew)                        | Seneczów                | Wyhoda            |
| Solukiw                  | Солуків             | Солуков (Solukow)                           | Sołuków                 | Dolyna            |
| Sloboda-Bolechiwska      | Слобода-Болехівська | Слобода-Болеховская (Sloboda-Bolechowskaja) | Słoboda Bolechowska     | Wytwyzja          |
| Sloboda-Dolynska         | Слобода-Долинська   | Слобода-Долинская (Sloboda-Dolinskaja)      | Słoboda Dolińska        | Trostjanez        |
| Stankiwzi                | Станківці           | Станковцы (Stankowzy)                       | Stańkowce               | Wytwyzja          |
| Staryj Misun             | Старий Мізунь       | Старый Мизунь (Stary Misun)                 | Mizuń Stary             | Wyhoda            |
| Tjaptsche                | Тяпче               | Тяпче                                       | Tiapcze                 | Tjaptsche         |
| Trostjanez               | Тростянець          | Тростянец                                   | Trościaniec             | Trostjanez        |
| Welyka Turja             | Велика Тур'я        | Великая Турья (Welikaja Turja)              | Turza Wielka            | Welyka Turja      |
| Wyschkiw                 | Вишків              | Вышков (Wyschkow)                           | Wyszków                 | Wyhoda            |
| Wytwyzja                 | Витвиця             | Витвица (Witwiza)                           | Witwica                 | Wytwyzja          |
| Zerkowna                 | Церковна            | Церковна                                    | Cerkowna                | Wytwyzja          |
| Siedlungen               |                     |                                             |                         |                   |
| Wyhodiwka                | Вигодівка           | Выгодовка (Wygodowka)                       | Wyhadówka               | Wytwyzja          |